# Camisa invulnerável
A camisa invulnerável ou camisa de socorro  é uma camisa com qualidades mágicas do folclore de Portugal. Supõe-se que possa deriva da superstição germânica de "Nothemd", e surge também na França como "chemise de nécessité".
O uso desta camisa foi condenado no Canon LXXV de S. Martinho de Braga, e na Constituição do Bispado de Évora. A camisa invulnerável era tecida numa só noite e quem a trazia vestida nunca podia ser ferido na guerra e passava incólume por todos os perigos.